# Siri Wiedenbusch
Siri Wiedenbusch (* 18. Oktober 1995 in Germersheim) ist eine deutsche Schauspielerin und Synchronsprecherin. 

## Leben
Wiedenbusch wurde 1995 im rheinland-pfälzischen Germersheim geboren. Nach dem Abitur arbeitete sie zunächst an der Badischen Landesbühne in Bruchsal als Regie- und Dramaturgieassistentin, außerdem übernahm sie dort erste Theaterrollen. Parallel trat sie seit 2012 in verschiedenen Musikvideos und Kurzfilmen auf. Zwischen 2014 und 2016 übernahm sie verschiedene Rollen im Bruchsaler Exil Theater. Zwischen 2016 und 2020 absolvierte Wiedenbusch ein Schauspielstudium an der Filmuniversität Konrad Wolf in Babelsberg. Während des Studiums spielte sie mehrere Haupt- und Nebenrollen in Theateraufführungen an der Filmuniversität und am Potsdamer Hans Otto Theater. Seit 2019 tritt Wiedenbusch am Theater der Altmark in Stendal auf. Neben den Theaterengagements ist sie als Filmschauspielerin und Synchronsprecherin tätig.
Für den Kurzfilm Eleutheromania, für den Wiedenbusch als Autorin und Hauptdarstellerin tätig war, wurde sie 2016 mit dem Jugendfilmpreis des Filmbüros Baden-Württemberg in der Kategorie Bestes Drehbuch ausgezeichnet. Der Kurzfilm Tsunami, in welchem Wiedenbusch die Hauptrolle spielte, wurde 2020 beim Deutschen Jugendfilmpreis ausgezeichnet.

## Filmografie (Auswahl)

### Theater
- 2014: Frühlings Erwachen (Rolle: Martha Bessel, Exil Theater Bruchsal)
- 2014: Strafakte Faust (Rolle: Gretchen, Exil Theater)
- 2015: Cyrano de Bergerac (Rolle: Schwester Claire/Kadett, Badische Landesbühne Bruchsal)
- 2017: Einsame Menschen (Rolle: Anna/Käthe, Filmuniversität Konrad Wolf Babelsberg)
- 2018: Maria Stuart (Rolle: Maria Stuart, Filmuniversität Konrad Wolf)
- 2019: Effi Briest (Rolle: Hulda/Johanna/Roswitha, Theater der Altmark Stendal)
- 2020: Fräulein Smillas Gespür für Schnee (Rolle: Smilla Jaspersen, Theater der Altmark)

### Film
- 2015: Eleutheromania (Kurzfilm)
- 2016: Sommerbrand (Kurzfilm)
- 2019: Trotz uns (Kurzfilm)
- 2019: Zum Anbeißen (Kurzfilm)
- 2020: Tsunami (Kurzfilm)

### Synchronisation
- 2020: Niemals Selten Manchmal Immer: Sidney Flanigan als Autumn
- 2020: Das Grab im Wald: Wiktoria Filus als Laura Goldsztajn (jung)